# Elianis Armentero
Elianis Armentero (L'Avana, 2 gennaio 2000) è una cestista cubana.

## Carriera
Con Cuba ha disputato i Campionati americani del 2017.